# NGC 5337
NGC 5337 est une galaxie spirale barrée située dans la constellation des Chiens de chasse. Sa vitesse par rapport au fond diffus cosmologique est de 2 312 ± 13 km/s, ce qui correspond à une distance de Hubble de 34,1 ± 2,4 Mpc (∼111 millions d'al). NGC 5337 a été découverte par l'astronome germano-britannique William Herschel en 1788.
NGC 5337 présente une large raie HI.
À ce jour, trois mesures non basées sur le décalage vers le rouge (redshift) donnent une distance de 49,967 ± 4,761 Mpc (∼163 millions d'al), ce qui est nettement à l'extérieur des valeurs de la distance de Hubble. Notons que c'est avec la valeur moyenne des mesures indépendantes, lorsqu'elles existent, que la base de données NASA/IPAC calcule le diamètre d'une galaxie et qu'en conséquence le diamètre de NGC 5337 pourrait être d'environ 17,9 kpc (∼58 400 al) si on utilisait la distance de Hubble pour le calculer.

## Groupe de NGC 5383
Selon A.M. Garcia, la galaxie NGC 5337 fait partie du groupe de NGC 5383. Ce groupe de galaxies compte au moins quatre membres. Les trois autres galaxies du groupe sont NGC 5353, NGC 5362 et NGC 5383.
D'autre part, Abraham Mahtessian place ces quatre galaxies dans un autre groupe, celui de NGC 5371, un groupe également mentionné par Garcia.